# Аталанта (фильм)
«Атала́нта» (фр. L'Atalante) — комедийно-романтический кинофильм режиссёра Жана Виго, снятый во Франции в 1934 году. Последний фильм Виго, скончавшегося через месяц после его премьеры.
По итогам опроса кинорежиссёров и кинокритиков, проводимого каждые десять лет британским журналом Sight & Sound, картина заняла десятое место среди лучших фильмов всех времён в 1962 году, а в 1992 году — пятое. Неоднократный призёр Каннского кинофестиваля, видный деятель американского независимого кинематографа Джим Джармуш и известный советский и российский художник-мультипликатор Юрий Норштейн назвали этот фильм своим самым любимым.

## Сюжет
Жюльетта (Парло), девушка из небольшого провинциального городка, выходит замуж за Жана (Дасте́), который является хозяином и капитаном самоходной баржи «Аталанта». Экипаж состоит из двух странных матросов — подростка по кличке Малыш и эксцентричного папаши Жюля (Симон), любителя кошек. Жюльетта деятельно занимается ведением хозяйства на судне, но ей скучно. Когда баржа приходит в Париж, она, очарованная внешним блеском витрин и огней, несмотря на запрет Жана, идёт гулять по вечернему городу. Ночной город оказывается иным: девушку грабят, мужчины на улице делают самые непристойные предложения. Жан обнаружив исчезновение Жюльетты, в расстройстве чувств приказывает команде отчалить от пристани, оставив девушку в городе. Утром Жюльетта возвращается на пристань, но баржи там уже нет. Она скитается по городу. На следующий день Жан впадает в депрессию, пытается утопиться, но под водой видит образ Жюльетты и не решается на самоубийство. Папаша Жюль отправляется на поиски девушки, находит её, идя на звук знакомой песни, и очень скоро воссоединяет влюблённых.

## В ролях
- Дита Парло — Жюльетта
- Мишель Симон — папаша Жюль
- Жан Дасте́ (фр.) — Жан
- Луи Лефевр — Малыш
- Жиль Маргаритис (фр.) — бродячий торговец

## Создание
Картина поставлена по одноимённой повести писателя Риера Гишена (настоящее имя — Жан Гине). Фирма «Gaumont» предоставила студию, плёнку и взяла на себя прокат фильма. Бюджет составил почти миллион франков, что для независимой продукции считалось значительной суммой.
Оператор Борис Кауфман — брат советского режиссёра Дзиги Вертова. Фильм снимали на камеру, которую прислал Вертов, так как свою Виго и Кауфман продали, чтобы покрыть затраты на завершение фильма «Ноль по поведению». На съёмках «Аталанты» Жан уже был серьёзно болен.
Незначительную роль в фильме исполнил молодой Поль Гримо (в будущем крупнейший французский мультипликатор). «Аталанту» начали снимать в середине ноября с эпизода свадьбы Жана и Жюльетты. Вся группа поселилась в деревне Морекур, в департаменте Уаза. Актёрам приходилось обнажаться на морозе, нырять в застывающую воду и ходить босиком по льду. Виго пытался снимать по ночам при свете прожекторов, а потом вынужден был работать в студии, в декорациях, воспроизводивших внутренние помещения баржи. Когда же появлялось солнце, съёмочная группа переходила на «Аталанту», которая была пришвартована неподалёку от студии «Виллетт», на набережной Луары. В начале февраля 1934 года несмотря на мучившие его лихорадку и кашель Виго практически завершил съемки.
Просмотр картины состоялся 25 апреля 1934 года. Прокатчики, посмотревшие фильм, нашли его коммерчески бесперспективным, он был перемонтирован и вышел в прокат на две недели под названием «Плывет шаланда» (по словам из песни Чезаре Андреа Биксио «Проплывающая шаланда» популярной в то время). Продюсерский вариант «Аталанты» провалился в прокате. Фильм был восстановлен в 1940 году, но в нём отсутствовали ещё многие сцены, а в 1950 году Анри Ланглуа, директор Французской синематеки, предпринял попытку восстановить оригинальную версию «Аталанты». До сих пор первоначальный вариант «Аталанты» восстановлен лишь приблизительно.

## Культурное влияние и оценки
Фильм оказал большое влияние на развитие французского кинематографа. Выдающийся сценарист Жак Превер писал: «этот изуродованный, преданный забвению, презрительно третируемый фильм ещё и сегодня сохраняет свою абсолютную новизну».
По мнению Зигфрида Кракауэра: "«Аталанта» (1934) — шедевр, выдвинувший Виго в первый ряд французских кинорежиссёров". Фильм пользовался уважением у критиков «Cahiers du cinéma» и режиссёров французской новой волны: «Если у кинематографа есть душа, то она живёт в «Аталанте» Жана Виго», — говорил Годар.
Франсуа Трюффо в своей статье «По поводу Жана Виго», которого он называет «одновременно реалистом и мастером художественного преображения действительности», писал, что «никто ещё столь откровенно не показывал на экране человеческую кожу, плоть…».
Находясь у истоков французского поэтического реализма, Виго был одним из предтеч и вдохновителей итальянского неореализма и французской новой волны. Рустам Хамдамов усматривает в фильмах Виго истоки картин Федерико Феллини.
Картина нравилась Луису Бунюэлю, при этом он писал: «Я был у Виго на съёмке. Осталось впечатление о человеке физически очень слабом, очень молодом и очень любезном».
Советский поэт и сценарист Геннадий Шпаликов в своём единственном фильме «Долгая счастливая жизнь» (1966) процитировал сцену с баржей из фильма «Аталанта» и отмечал, что это является данью уважения Жану Виго и его фильму. В некоторой степени визуальное сходство с «Аталантой» заметно в советском фильме 1938 года «Волга-Волга», — главные героини этих фильмов внешне похожи, сюжет разворачивается на судне на реке.
Эмир Кустурица, являющийся большим поклонником фильма «Аталанта», процитировал «сцену под водой» в своём фильме «Андеграунд». Он так отзывался о картине: «Я считаю, что этот фильм Жана Виго полностью изменил мои взгляды на кино. Поэзия делает кино. Если вы хотите делать кино, вы должны быть поэтом, если вы не поэт, фильмы будут просто обычным отражением … Пятнадцать лет назад для меня всё казалось гораздо проще, сегодня всё оказалось сложнее. Поэту трудно выжить в джунглях современного кино … Я по-прежнему убежден, что в «Аталанте» вы найдете идеальный баланс между диалогом и действием».
По мнению нобелевского лауреата по литературе французского писателя Леклезио, этот фильм «сияет несравненным светом на небосклоне кинематографического искусства». Он также отмечает: «как во всех великих произведениях, в нём есть весомость опыта, мастерство выразительных средств и зрелость чувств».